# Johnny Hartman
John Maurice Hartman (ur. 3 lipca 1923 w Houmie, zm 15 września 1983 w Nowym Jorku) – afroamerykański wokalista jazzowy.

## Życiorys
Urodził się w Luizjanie, ale dorastał w Chicago. Mając osiem lat, zaczął śpiewać i grać na fortepianie. Należał do chóru kościelnego. W 1940 ukończył DuSable High School, w której muzyki nauczał go Walter Dyett. Następnie otrzymał stypendium wokalne w Chicago Musical College.
W czasie II wojny światowej służył w U.S. Army w stopniu szeregowego. Śpiewał, przydzielony do jednostki Special Services, zapewniającej podczas wojny rozrywkę żołnierzom. Po zwolnieniu ze służby wrócił do Chicago. We wrześniu 1946 wygrał konkurs wokalny dla amatorów, w którym nagrodą były tygodniowe występy z zespołem Earla „Fathy” Hinesa w chicagowskim klubie nocnym El Grotto. „Fatha”, dostrzegając talent młodego wokalisty, zatrudniał go jeszcze przez rok do rozwiązania orkiestry w 1947. Wprawdzie swoich pierwszych nagrań dokonał wówczas z pianistą Marlem Youngiem, ale rozgłos zdobył dzięki występom z Hinesem.
W 1948 zaprosił go do swojego big-bandu na ośmiotygodniowe tournée po Kalifornii współtwórca stylu bebop – trębacz Dizzy Gillespie. Ich współpraca zyskała uznanie dzięki kontrastowi, jaki stanowiły ekspresyjna gra Gillespiego i jego spokojny, łagodny śpiew. Wbrew pierwszym ustaleniom, pozostał w orkiestrze przez ponad rok. Później niedługo współpracował z triem pianisty Errolla Garnera, żeby na początku 1950 rozpocząć karierę solową.
Po nagraniu kilku singli z piosenkami z gatunku bliskiego muzyce popularnej, późną jesienią 1955 zarejestrował swój pierwszy album pt. Songs from the Heart. Na płycie, która ukazała się na początku następnego roku, towarzyszył mu kwartet trębacza Howarda McGhee. Później rzadko nagrywał i głównie koncertował. Dopiero w 1963 jego kariera przyspieszyła za sprawą albumu nagranego z jednym z gigantów jazzu, saksofonistą Johnem Coltrane’em. Balladowa w wyrazie płyta John Coltrane and Johnny Hartman, zawierająca takie standardy jak Lush Life i My One and Only Love, weszła do fonograficznej klasyki jazzu. W tym samym roku odbył tournée po Japonii z zespołem Arta Blakeya.
W następnych latach regularnie nagrywał płyty i występował. Pod koniec listopada 1972 koncertował z japońskim big-bandem Sharps and Flats oraz kwartetem trębacza Terumasy Hino. Wziął także udział w trzech sesjach nagraniowych z muzykami japońskimi. W 1980 ukazał się jego album Once in Every Life, który otrzymał nominacje do nagrody Grammy w kategorii „Best Jazz Vocal Performance, Male” („Najlepszy jazzowy męski występ wokalny”). W tym samym roku nagrał swoją ostatnią płytę pt. This One’s for Tedi. Album dedykował swojej drugiej żonie – Theodorze, tancerce i sekretarce zwanej „Tedi”, która pozostała z nim do końca jego życia. Małżonkowie mieli dwie córki – Lori i Tedi.
Zmarł na raka płuc w nowojorskim Memorial Sloan Kettering Cancer Center. Miał 60 lat.

## Wybrana dyskografia

### Jako lider lub współlider
- 1956
  - Songs from the Heart – Johnny Hartman (Bethlehem)
  - Just You, Just Me... – Johnny Hartman Sings (Regent)
- 1957 All of Me – The Debonair Mr. Hartman (Bethlehem)
- 1959 And I Thought About You (Roost Records)
- 1963 John Coltrane and Johnny Hartman (Impulse! Records)
- 1964
  - The Voice That Is (Impulse!)
  - I Just Dropped By to Say Hello (Impulse!)
- 1966 Unforgettable Songs by Johnny Hartman (ABC-Pamamount)
- 1967 I Love Everybody (ABC)
- 1972 Today (Perception Records)
- 1973
  - Hartman Meets Hino (Capitol)
  - Hartman Sings Trane’s Favorites (Capitol)
  - I’ve Been There (Perception Records)
- 1977 Johnny Hartman, Johnny Hartman (Musicor Records)
- 1980 Once in Every Life (Bee Hive Records)
- 1984 First, Lasting & Always... (Savoy)
- 1985 Johnny Hartman – This One’s for Tedi (Audiophile)
- 1995 For Trane (Blue Note)
- 1998 Thank You for Everything (Audiophile)
- 2001 Johnny Hartman – Complete Regent Recordings (Disconforme Sl)
- 2007 Johnny Hartman – Boston Concert 1976 (Gambit Records) – 2 CD
- 2015 Johnny Hartman – The Complete Bethlehem Sessions (Essential Jazz Classics)

### Jakosideman
Z Dizzym Gillespiem
- 1995 The Complete RCA Victor Recordings (Bluebird) – 2 CD

### Soundtrack
- 1995 The Bridges of Madison County - Music from the Motion Picture (Malpaso Records/Warner Bros.)

Zestawienie wg dat wydania płyt

## Upamiętnienie
- Rada Miejska Nowego Jorku nadała w 1984 nazwę: „Johnny Hartman Plaza” parkowi położonemu między Tenth Avenue, Hamilton Place i West 143rd Street w Hamilton Heights na północnym Manhattanie[3].
- W 1995 wszedł na ekrany film fabularny w reż. Clinta Eastwooda, pt. Co się wydarzyło w Madison County. Do ścieżki dźwiękowej obrazu reżyser dołączył cztery utwory Hartmana z płyty Once in Every Life.
- Nakładem oficyny Scarecrow Press w 2012 ukazała się biografia wokalisty, pt. The Last Balladeer – The Johnny Hartman Story (ISBN 978-0-8108-8281-2). Jej autorem jest dr Gregg Akkerman, publicysta i nauczyciel akademicki na University of South Carolina Upstate w Spartanburgu[6].